# Aria

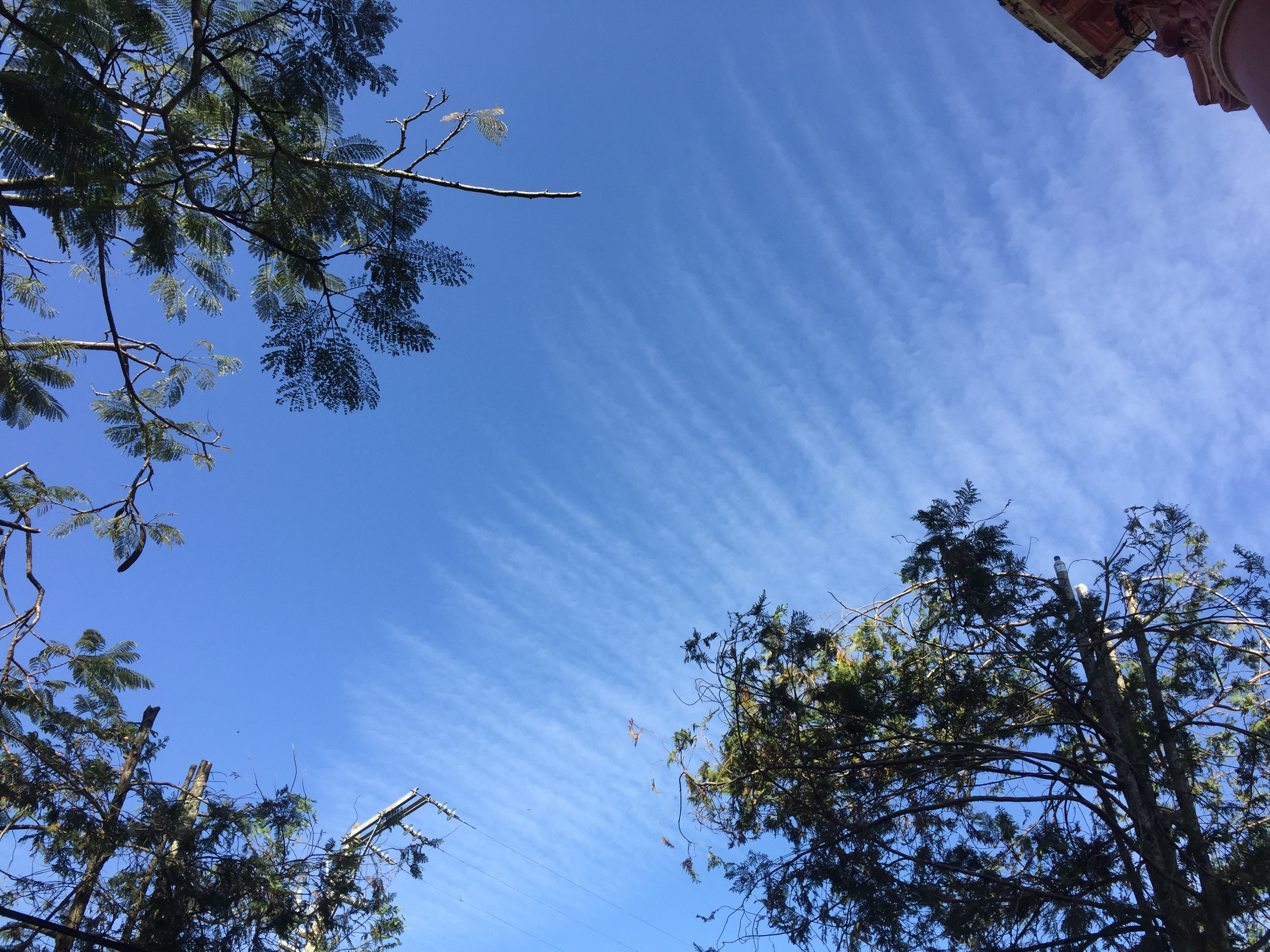
Correnti d'aria nel cielo.

L'aria è una miscela di sostanze aeriformi (gas e vapori) che costituisce l'atmosfera terrestre. È essenziale per la vita della maggior parte degli organismi animali e vegetali, in particolare per la vita umana, per cui la sua salvaguardia è fondamentale ed è regolata da apposite norme legislative. Tale miscela gassosa trova molte applicazioni nell'ambito industriale e nell'uso quotidiano, in particolare sotto forma di aria compressa (cioè sottoposta a pressione) e di aria liquida.
Nel contesto protoscientifico della tradizione filosofica, l'aria è uno dei quattro elementi primari (aria, acqua, terra e fuoco).

## Etimologia
Il termine aria deriva dal latino āera, nominativo āer, dal greco ἀήρ, aér, di etimologia incerta, probabilmente correlato a una radice awer. La parola è associata nelle varie lingue indoeuropee al vento, alla luce e al cielo.

## Storia

Simbolo alchemico utilizzato per indicare l'aria.

Nel passato all'aria furono dati diversi significati religiosi: ad esempio fu considerata al pari di una divinità dai Babilonesi e dagli egiziani e come sede delle anime nell'Antica Grecia.
L'analisi chimica dell'aria venne svolta per la prima volta nel 1772 da Antoine-Laurent de Lavoisier, che chiamò "ossigeno" il componente dell'aria necessario agli esseri viventi e "azoto" il componente inerte.
Nel 1895 Carl von Linde riuscì a liquefare l'aria per la prima volta attraverso il cosiddetto "processo Linde". Nel 1902 seguì il processo Claude (messo a punto da Georges Claude), che è un processo di liquefazione più complesso e più efficiente allo stesso tempo.

## Composizione dell'aria

Composizione dell'atmosfera terrestre

La composizione dell'aria è variabile a seconda della quota. Per una quota fissata, il rapporto tra la quantità di azoto e la quantità di ossigeno contenuti nell'aria rimane pressoché costante grazie all'equilibrio tra il consumo e l'apporto continuo di tali elementi associati al ciclo dell'ossigeno e al ciclo dell'azoto; invece le concentrazioni di vapore acqueo e di anidride carbonica sono variabili. Per tale motivo si indicano spesso le proprietà dell'aria privata dal vapore acqueo, che viene detta "aria secca", mentre in caso contrario si parla di "aria umida".
L'aria secca al suolo è composta all'incirca per il 78,09% di azoto (N2), per il 20,9% di ossigeno (O2), per lo 0,93% di argon (Ar) e per lo 0,04% di anidride carbonica (CO2), più altri componenti in quantità minori, tra cui anche particelle solide in sospensione, che costituiscono il cosiddetto "pulviscolo atmosferico".
L'aria umida è una miscela aeriforme che contiene aria secca e vapore acqueo; la massima quantità di vapore d'acqua contenuto, all'equilibrio, è quella quantità che realizza una pressione parziale pari alla tensione di vapore: in questo caso parliamo di saturazione che corrisponde ad un'umidità relativa del 100%. L'umidità assoluta si misura in grammi (di vapor d'acqua) per chilogramma (di aria secca). L'umidità relativa, che spesso è la grandezza che interessa, è il rapporto tra l'umidità assoluta effettiva e l'umidità assoluta in condizioni di saturazione a quella temperatura e pressione. Per esempio l'umidità assoluta in condizioni di saturazione è di 7,6 g:kg a 10 °C, di 10,7 g:kg a 15 °C, di 15,2g:kg a 20 °C, di 20,2 g:kg a 25 °C, di 27,3 g:kg a 30 °C e di 36,4 a 35 °C (valori approssimativi alla pressione di 1013,25hPa). Da notare che all'approssimarsi alla temperatura di ebollizione dell'acqua (100 °C a 1013,25 hPa) il valore dell'umidità assoluta in condizioni di saturazione sale rapidamente tendendo, idealmente, all'infinito perché a quella temperatura la quantità di vapor d'acqua che potrebbe essere presente nell'aria è illimitato. Così se abbiamo un'aria con un'umidità assoluta di 11 g:kg a 25 °C l'umidità relativa sarà 11:20,2 = 54,4% che corrisponde ad una situazione percepita come di benessere; la stessa aria umida portata a 35 °C diventerà "secca" infatti l'umidità relativa sarà 11 : 36,4 = 30,2% mentre se la portiamo a 15 °C diventerà "umida" poiché l'umidità relativa sarà 11:15,2 = 72,4%; raffreddandola ulteriormente fino a 10 °C otterremo una condizione di saturazione (umidità relativa 100%) con un'umidità assoluta di 7,6 g:kg ed una quantità di condensa (acqua tornata allo stato liquido) pari a 11-7,6 = 3,4 g:kg.
Il tasso di anidride carbonica risulta molto variabile a seconda del periodo temporale considerato. In particolare le attività umane (industria, inquinamento, combustione e deforestazione) hanno prodotto nell'ultimo secolo un grosso incremento di questa percentuale, passata da circa 280 ppm nel 1900 a 315 ppm nel 1970 e a oltre 400 ppm (0,04%) negli ultimi anni. La concentrazione di tale componente risulta essere (insieme a quella del metano ed altri gas) uno dei responsabili principali dell'effetto serra.
Infine, mentre la pressione dell'aria cambia fortemente con l'altitudine (si riduce al 50% a circa ~5,5 km, al 10% a 16 km e all'1% a 32 km), la composizione percentuale dei principali costituenti (azoto, ossigeno e gas rari) non subisce variazioni fino a 80–100 km. Questo perché esistono turbolenze su larga scala che ne provocano un continuo rimescolamento. Al di sopra di tale quota la radiazione solare provoca una dissociazione dei gas, che passano dallo stato molecolare a quello atomico, e varie reazioni chimiche fanno variare considerevolmente la sua composizione.
| Composizione dell'aria secca |         |                               |         |
| Nome                         | Formula | Proporzione o frazione molare | % (m/m) |
| Azoto                        | N2      | 78,084%                       | 75,37%  |
| Ossigeno                     | O2      | 20,9476%                      | 23,1%   |
| Argon                        | Ar      | 0,934%                        | 1,41%   |
| Anidride carbonica           | CO2     | 413.93 ppm (Ottobre 2021)     |         |
| Neon                         | Ne      | 18,18 ppm                     |         |
| Elio                         | He      | 5,24 ppm                      |         |
| Monossido di azoto           | NO      | 5 ppm                         |         |
| Kripton                      | Kr      | 1,14 ppm                      |         |
| Metano                       | CH4     | 1 - 2 ppm                     |         |
| Idrogeno                     | H2      | 0,5 ppm                       |         |
| Ossido di diazoto            | N2O     | 0,5 ppm                       |         |
| Xeno                         | Xe      | 0,087 ppm                     |         |
| Diossido di azoto            | NO2     | 0,02 ppm                      |         |
| Ozono                        | O3      | da 0 a 0,01 ppm               |         |
| Radon                        | Rn      | 6×10−14ppm                    |         |

| Molecola           | Molecola | Frazione molare [mol:mol] | Frazione molare [mol:mol] | Massa molare [g:mol]    | Massa molare [g:mol] | Massa della frazione [g:mol] | Massa della frazione [g:mol] | Frazione in massa [g:g] | Frazione in massa [g:g] | Frazione in massa [g:g] |
| ------------------ | -------- | ------------------------- | ------------------------- | ----------------------- | -------------------- | ---------------------------- | ---------------------------- | ----------------------- | ----------------------- | ----------------------- |
| Azoto              | N2       | 0,7808                    | 78,08%                    | 2 x 14,0067 =           | 28,01                | 0,7808 x 28,01 =             | 21,8702                      | 21,8702 : 28,9633 =     | 0,7551                  | 75,51%                  |
| Ossigeno           | O2       | 0,2095                    | 20,95%                    | 2 x 15,9994 =           | 32,00                | 0,2095 x 32,00 =             | 6,7040                       | 6.7040 : 28,9633 =      | 0,2315                  | 23,15%                  |
| Argon              | Ar       | 0,0093                    | 0,93%                     | 1 x 39,948 =            | 39,95                | 0,0093 x 39,95 =             | 0,3715                       | 0,3715 : 28,9633 =      | 0,0128                  | 1,28%                   |
| Anidride carbonica | CO2      | 0,0004                    | 0,04%                     | 12,0107 + 2 x 15,9994 = | 44,01                | 0,0004 x 44,01 =             | 0,0176                       | 0,0176 : 28,9633 =      | 0,0006                  | 0,06%                   |
| TOTALE             | TOTALE   | 1,0000                    | 100%                      | ---                     | ---                  | ---                          | 28,9633                      | ---                     | 1,0000                  | 100%                    |

1. ↑  1 ppm (parte per milione) = 0,0001%

### Sostanze inquinanti
La qualità dell'aria ha un impatto notevole sull'ecosistema e sulla salute umana. Il fattore più importante per determinare la qualità dell'aria è la sua composizione. In particolare la percentuale di azoto e ossigeno presenti nell'aria sono praticamente costanti e corrispondono insieme al 99% della composizione dell'aria secca, per cui gli inquinanti presenti nell'aria sono presenti in piccole quantità, misurabili in termini di parti per milione (ppm) o parti per miliardo (ppb). Tra questi inquinanti si annoverano:
- gas serra: tra cui anidride carbonica, metano e clorofluorocarburi (CFC);[9]
- NOx: responsabili delle piogge acide, che provocano notevoli danni alle foreste;[9]
- composti organici volatili: associati al traffico veicolare e all'uso di solventi (in particolare alle operazioni di verniciatura).[9]

## Caratteristiche e proprietà fisiche dell'aria secca

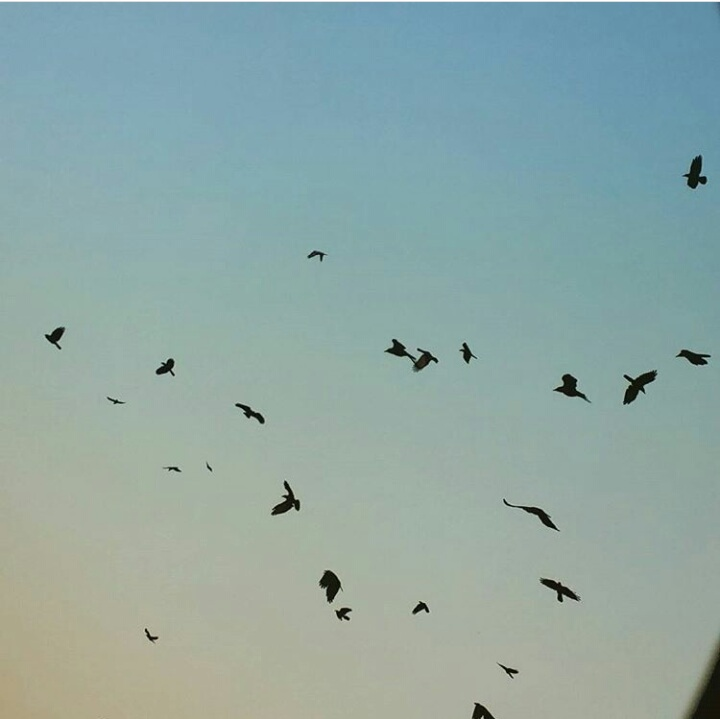
Uccelli in volo nell'aria.

Alcune delle proprietà dell'aria secca sono:
- Coefficiente di dilatazione adiabatica: {\displaystyle k=c_{p}/c_{v}=1,40}
- Calore specifico a pressione costante (per temperature tra i {\displaystyle {\mbox{20 - 40 °C}}}): {\displaystyle c_{p}=1,005{\frac {\mbox{kJ}}{\mbox{kg K}}}};
- Massa molecolare media: {\displaystyle mm=28,965{\frac {\mbox{g}}{\mbox{mol}}}}
- Costante specifica dell'aria secca: {\displaystyle R=287,05{\frac {\mbox{J}}{\mbox{kg K}}}}.
- Temperatura critica: {\displaystyle T_{c}=-140,6{\mbox{°C}}}
- Pressione critica: {\displaystyle p_{c}=3769,290{\mbox{ kPa}}}

Il peso molecolare medio dell'aria secca si può valutare come media pesata dei gas componenti. Per una dimostrazione, ci si può limitare ai suoi componenti principali (Azoto [{\displaystyle {\mbox{N}}_{2}}], Ossigeno [{\displaystyle {\mbox{O}}_{2}}], Argon [{\displaystyle {\mbox{Ar}}}]). Indicando con {\displaystyle \omega _{\mbox{X}}} e con {\displaystyle \mu _{\mbox{X}}} rispettivamente la frazione molare e la massa molecolare della sostanza {\displaystyle {\mbox{X}}}, le proprietà di questi gas sono:
- {\displaystyle \omega _{{\mbox{N}}_{2}}=0,78}, {\displaystyle \mu _{{\mbox{N}}_{2}}=2\cdot 14,007{\mbox{ g }}{\mbox{mol}}^{-1}=28,014{\mbox{ g }}{\mbox{mol}}^{-1}};
- {\displaystyle \omega _{{\mbox{O}}_{2}}=0,21}, {\displaystyle \mu _{{\mbox{O}}_{2}}=2\cdot 15,999{\mbox{ g }}{\mbox{mol}}^{-1}=31,998{\mbox{ g }}{\mbox{mol}}^{-1}};
- {\displaystyle \omega _{\mbox{Ar}}=0,01}), {\displaystyle \mu _{\mbox{Ar}}=39,948{\mbox{ g }}{\mbox{mol}}^{-1}};

Si calcola la massa molecolare:
{\displaystyle \omega _{{\mbox{N}}_{2}}\mu _{{\mbox{N}}_{2}}+\omega _{{\mbox{O}}_{2}}\mu _{{\mbox{O}}_{2}}+\omega _{\mbox{Ar}}\mu _{\mbox{Ar}}=28.970{\mbox{ g }}{\mbox{mol}}^{-1}}
Per il calcolo della costante del gas aria basta rapportare la costante universale dei gas {\displaystyle R_{0}} con il peso molecolare medio, appena ricavato, ottenendo
{\displaystyle R={\frac {R_{0}}{mm}}=0{,}28705{{\rm {J}} \over {\rm {\;g\;K\;}}}=287{,}05{{\rm {J}} \over {\rm {\;kg\;K\;}}}}
Nelle condizioni ambientali di temperatura e pressione, l'aria segue la legge dei gas perfetti, cui si può fare ricorso per valutare la densità {\displaystyle \rho } dell'aria:
{\displaystyle \rho ={\frac {p}{RT}}}
Si noti che la densità è una funzione di pressione e temperatura. A titolo di esempio si voglia calcolare la densità dell'aria alla temperatura di 15 °C (288,15 K) e alla pressione di 1 atmosfera (101 325 Pa).
Applicando la formula, si ha:
{\displaystyle \rho ={\frac {101325{\mbox{ Pa}}}{287,05{\frac {\mbox{J}}{\mbox{kg K}}}\cdot 288,15{\mbox{ K}}}}=1,225{\frac {\mbox{kg}}{{\mbox{m}}^{3}}}}
Sperimentalmente si osserva che i calori specifici dell'aria secca, sono funzioni della temperatura.
La seguente tabella mostra alcune proprietà fisiche dell'aria, in funzione della temperatura alla pressione di 1 atm.
| Temperatura (°C) | Densità (kg/m³) | Viscosità dinamica (Pa·s) | Viscosità cinematica (m2/s) | cp (kJ/kg·K) | cv (kJ/kg K) | cp⁄cv |
| ---------------- | --------------- | ------------------------- | --------------------------- | ------------ | ------------ | ----- |
| 0                | 1,293           | 1,71×10−5                 | 1,32×10−5                   | 1,0037       | 0,7166       | 1,401 |
| 10               | 1,247           | 1,76×10−5                 | 1,41×10−5                   | 1,0041       | 0,7170       | 1,400 |
| 15               | 1,225           | 1,78×10−5                 | 1,45×10−5                   | 1,0043       | 0,7172       | 1,400 |
| 20               | 1,205           | 1,81×10−5                 | 1,50×10−5                   | 1,0045       | 0,7174       | 1,400 |
| 30               | 1,165           | 1,86×10−5                 | 1,60×10−5                   | 1,0050       | 0,7179       | 1,400 |
| 40               | 1,127           | 1,90×10−5                 | 1,69×10−5                   | 1,0055       | 0,7184       | 1,400 |
| 60               | 1,060           | 2,00×10−5                 | 1,88×10−5                   | 1,0068       | 0,7197       | 1,399 |
| 80               | 1,000           | 2,09×10−5                 | 2,09×10−5                   | 1,0084       | 0,7213       | 1,398 |
| 100              | 0,946           | 2,18×10−5                 | 2,30×10−5                   | 1,0104       | 0,7233       | 1,397 |
| 126.85           | 0,8824          | 2,286×10−5                | 2,591×10−5                  | 1,0135       | 0,7264       | 1,395 |
| 226.85           | 0,7060          | 2,670×10−5                | 3,782×10−5                  | 1,0295       | 0,7424       | 1,387 |
| 326.85           | 0,5883          | 3,017×10−5                | 5,128×10−5                  | 1,0511       | 0,7640       | 1,376 |
| 526.85           | 0,4412          | 3,624×10−5                | 8,214×10−5                  | 1,0987       | 0,8116       | 1,354 |
| 726.85           | 0,3530          | 4,153×10−5                | 1,176×10−4                  | 1,1411       | 0,8540       | 1,336 |
| 1226.85          | 0,2353          | 5,264×10−5                | 2,236×10−4                  | 1,2112       | 0,9241       | 1,311 |
| 1726.85          | 0,1765          | 6,23×10−5                 | 3,53×10−4                   | 1,2505       | 0,9634       | 1,298 |

### Compressione

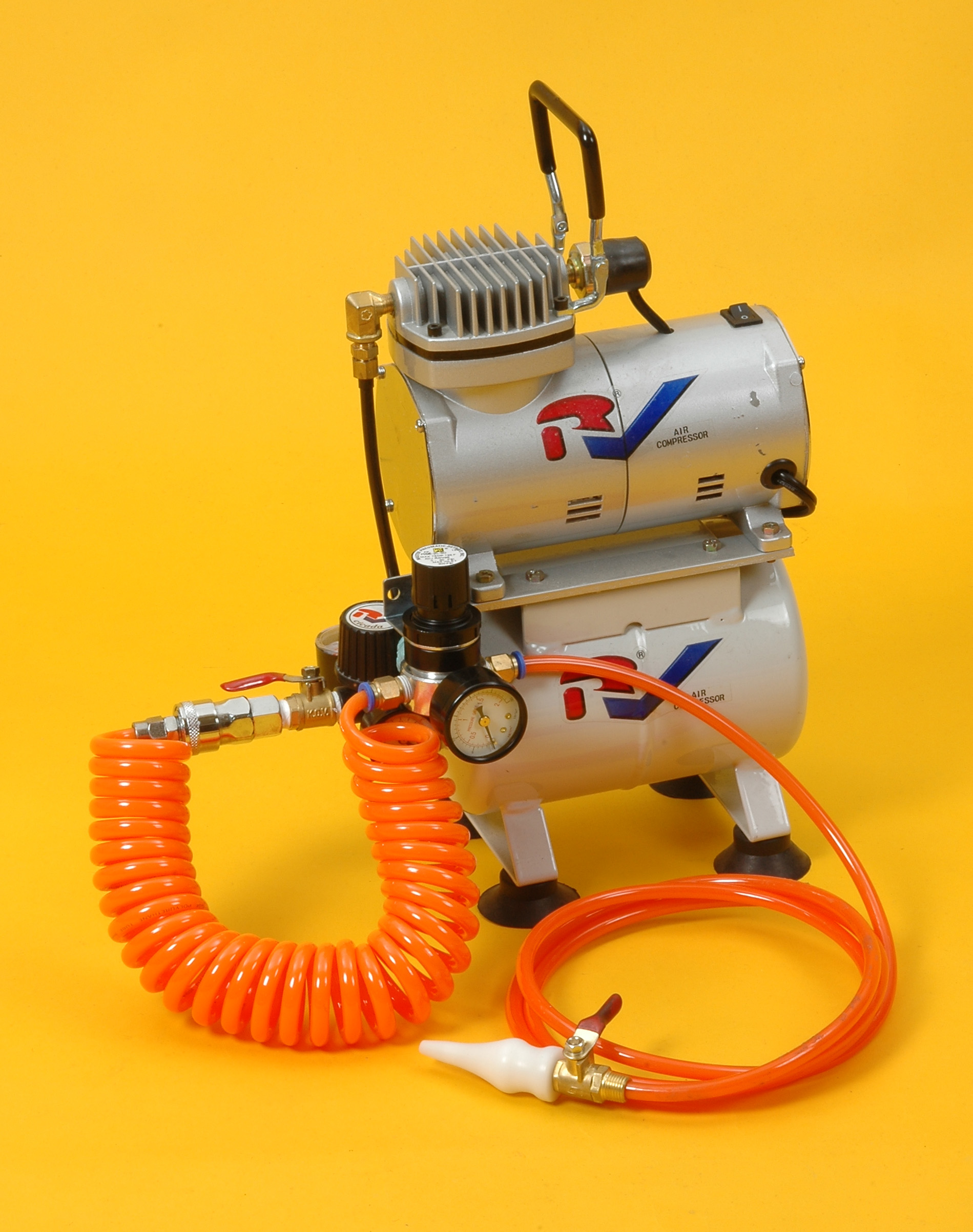
Compressore d'aria, portatile.

### Purificazione

Schema di un filtro HEPA per la purificazione dell'aria.

## Percezione visiva della presenza dell'aria

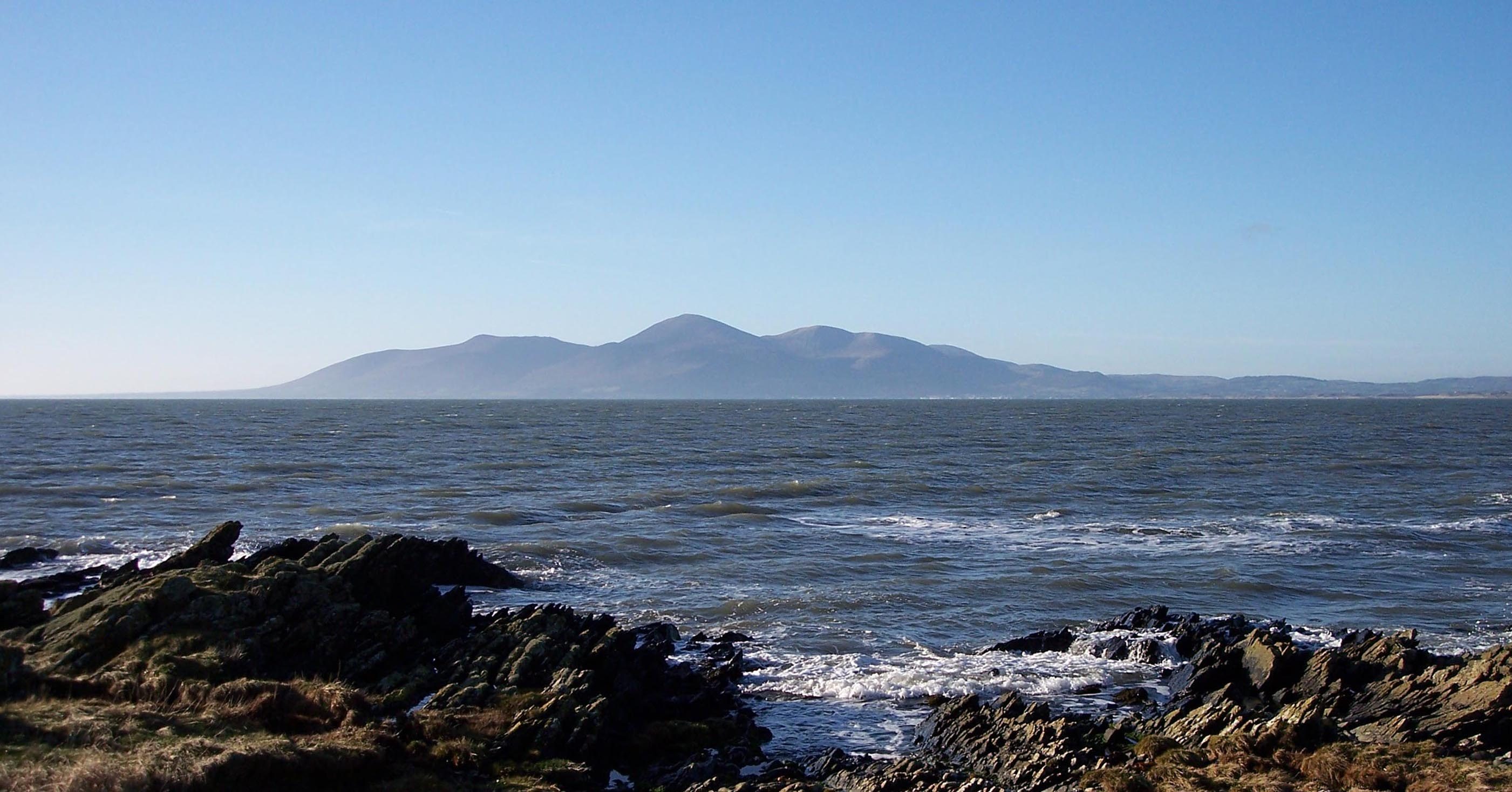
Esempio di paesaggio in cui è possibile vedere gli effetti della prospettiva aerea e della prospettiva del colore associate alla presenza dell'aria.